# (6075) Zajtsev
(6075) Zajtsev es un asteroide perteneciente al cinturón de asteroides, región del sistema solar que se encuentra entre las órbitas de Marte y Júpiter, más concretamente a la familia de Temis descubierto el 1 de abril de 1976 por Nikolái Stepánovich Chernyj desde el Observatorio Astrofísico de Crimea (República de Crimea).

## Designación y nombre
Designado provisionalmente como 1976 GH2. Fue nombrado Zajtsev en homenaje a Aleksandr Leonidovich Zajtsev, forma parte del equipo del Instituto de Radio Electrónica de Moscú, destacado experto en observaciones de radar de los planetas. Bajo su liderazgo, las observaciones de (4179) Toutatis se llevaron a cabo con éxito en diciembre de 1992 utilizando el radar planetario Evpatorian, Crimea, como transmisor de señal y el radiotelescopio en Effelsberg, Alemania, como receptor del eco del radar de la superficie del planeta menor. También es responsable de iniciar el primer experimento de astronomía de radar intercontinental del mundo, Goldstone a Evpatoria, observaciones de (6489) 1991 JX en junio de 1995.

## Características orbitales
Zajtsev está situado a una distancia media del Sol de 3,144 ua, pudiendo alejarse hasta 3,586 ua y acercarse hasta 2,702 ua. Su excentricidad es 0,140 y la inclinación orbital 1,356 grados. Emplea 2036,99 días en completar una órbita alrededor del Sol.

## Características físicas
La magnitud absoluta de Zajtsev es 12,7. Tiene 14,85 km de diámetro y su albedo se estima en 0,08. 